# Fernvale
Fernvale – miasto w Australii, w stanie Queensland.